# Baogel
Baogel là một sự lai tạo giữa một bagel và cha siu bao bun, tạo ra như là một sự hợp tác chung của Black Seed Bagel và  Nom Wah Kuai ở thành phố New York vào tháng năm 2017. Nó đã được so sánh với các cronut bởi nhiều bình luận viên.